# Tafiré
Tafiré  è una città, sottoprefettura e comune della Costa d'Avorio, situata nel dipartimento di Niakaramandougou. Conta una popolazione di 23 365 abitanti (censimento 2014).